# Pskem
Pskem (rusky Пскем) je řeka v Taškentském vilajátu v Uzbekistánu. Její délka činí 149 km od pramenů řeky Ojgaing. Povodí má rozlohu 2 830 km².

## Průběh toku
Teče mezi Pskemským a Ugamským hřbetem. Poblíž ústí se nachází Čirčik-Čarvacká hydroelektrárna. Je pravou zdrojnicí Čirčiku (povodí Syrdarji).

## Vodní režim
Zdroj vody je smíšený s převahou sněhového. Nejvyšší vodnosti dosahuje od května do srpna. Průměrný dlouhodobý průtok je 80,4 m³/s.